# Winter (svensk adel)
Winter är dels två utslocknade svenska adelsätter, dels ett ofrälse efternamn.
En adlig släkt Winter i Sverige bestod av endast en person, den i Oldenburg födde Herman Winter, som var hovstallmästare hos drottning Kristina och som adlades år 1654 med bibehållet namn. Ätten introducerades på nummer 627, men synes inte ha levt i mer än en generation och torde ha slocknat vid Herman Winters död på slutet av 1600-talet.
En annan svensk adelsätt med samma namn tillhörde enligt äldre adelsgenaologier en uradlig ätt från godset Fraukirchen Hessen, där känd under namnet von Winter zu Fronkirchen. Till Sverige inkom släkten med Johan Henrik Winter (1682-1746) som var född på Girtemshoff i Livland, tog värvning i svenska kavalleriet och slutligen blev överste för Östgöta infanteri. Han deltog i flera berömda slag, i Helsingborg, Gadebush, med fler, och blev svårt skadad. Han adlades 10 oktober 1719 i Sverige, och ätten introducerades på nummer 1668 året därpå. Han skrev sig till Björknäs i Kisa, Östergötland.
Med sin hustru Justiana Korss fick han fyra barn. Döttrarna gifte sig med löjtnanten Pehr von Gisler och kaptenen Johan Gustaf Enander. Yngste sonen Berndt Efraim Winter var kunglig livdrabant, men avled ogift i Uppsala 1741. Hans äldre bror Johan Henrik Winter var ryttmästare vid Adelsfanan och gift med en prostdotter, men avled barnlös den 17 februari 1786 varmed han löt ätten på svärdssidan.
Winter är också ett vanligt efternamn, och bärs i Sverige av 506 personer (2009)